# Atomaire massaconstante
De (geünificeerde) atomaire massaconstante (symbool: {\displaystyle m_{\mathrm {u} }}), is een natuurkundige constante die gedefinieerd is als een twaalfde deel van de massa van een 12C-nuclide in de grondtoestand.
{\displaystyle m_{\mathrm {u} }={\frac {1}{12}}m(^{12}\mathrm {C} )}
De constante definieert de atomaire massa-eenheid, i.e. de dalton (Da) of de unit (u), maar mag hiermee niet verward worden. De atomaire massa-eenheid is een eenheid van massa, en wordt, net zoals de kilogram, gebruikt om allerlei (zeer kleine) massa's te kwantificeren. De atomaire massaconstante is daarentegen een constante, nl. de massa die overeenstemt met een waarde van 1 Da.
De waarde van de atomaire massaconstante bedraagt, in enkele courante eenheden:
{\displaystyle {\begin{aligned}m_{\mathrm {u} }&=1\ \mathrm {Da} \\&=1\ \mathrm {u} \\&=(1{,}660\ 539\ 068\ 92\pm 0{,}000\ 000\ 000\ 52)\times 10^{-27}\ \mathrm {kg} \\&=(1{,}492\ 418\ 087\ 68\pm 0{,}000\ 000\ 000\ 46)\times 10^{-10}\ \mathrm {J} /c^{2}\\&=(931{,}494\ 103\ 72\pm 0{,}000\ 000\ 29)\ \mathrm {MeV} /c^{2}\end{aligned}}}

## Toepassing

### Relatieve atoommassa
De relatieve atoommassa is de verhouding van de (absolute) atoommassa m tot de atomaire massaconstante.
{\displaystyle A_{\mathrm {r} }={\frac {m}{m_{\mathrm {u} }}}}
Wanneer men bijvoorbeeld de relatieve atoommassa ({\displaystyle A_{\mathrm {r} }}) van uraan-238 (een waarde van ongeveer 238,051) interpreteert als zijnde een nuclidemassa van 238,053 u, dan heeft men door het toevoegen van de eenheid eigenlijk de relatieve atoommassa vermenigvuldigd met de atomaire massaconstante.
{\displaystyle {\begin{aligned}m(^{238}\mathrm {U} )=A_{\mathrm {r} }\times m_{\mathrm {u} }&=239{,}051\times 1\ \mathrm {u} =239{,}051\ \mathrm {u} \\&=239{,}051\times 1{,}660\ 539\ 068\ 92\cdot 10^{-27}\ \mathrm {kg} =396{,}954\ \mathrm {yg} \end{aligned}}}

### Relatieve molecuulmassa
Voor moleculaire bestanddelen kan men een volledig analoge relatie opschrijven tussen de relatieve molecuulmassa Mr. en de (absolute) molecuulmassa m.
{\displaystyle M_{\mathrm {r} }={\frac {m}{m_{\mathrm {u} }}}}

### Molaire massaconstante
De atomaire massaconstante komt voor in de definitie van de molaire massaconstante:
{\displaystyle {\begin{aligned}M_{\mathrm {u} }&=m_{\mathrm {u} }\times N_{\mathrm {A} }\\&=(1{,}000\ 000\ 001\ 05\pm 0{,}000\ 000\ 000\ 31)\ {\text{g mol}}^{-1}\end{aligned}}}
Deze legt, volledig analoog aan de atomaire massaconstante, de brug tussen de molaire massa M van een atoom of molecule en de relatieve atoommassa resp. molecuulmassa. 
{\displaystyle A_{\mathrm {r} }={\frac {M}{M_{\mathrm {u} }}}} en {\displaystyle M_{\mathrm {r} }={\frac {M}{M_{\mathrm {u} }}}}
Wanneer men bijvoorbeeld de relatieve molaire massa van uraan (een waarde van 238,03) interpreteert als een molaire massa van 238 g/mol, dan heeft men door het toevoegen van de eenheid eigenlijk de relatieve atoommassa van het element vermenigvuldigd met de molaire massaconstante.

### Massaoverschot
In de definitie van het massaoverschot hoort de atomaire massaconstante te staan om te algemene geldig ervan te garanderen.
{\displaystyle \Delta =m_{\mathrm {a} }-A\times m_{\mathrm {u} }}
Laat men {\displaystyle m_{\mathrm {u} }} weg tot {\displaystyle \Delta =m_{\mathrm {a} }-A}, zoals vaak onterecht wordt gedaan, is dit enkel correct wanneer de nuclidemassa ma in u wordt uitgedrukt. Technisch is een dergelijke formule sowieso foutief, want het dimensieloze massagetal kan je niet aftrekken van een massa.
In de kernfysica worden nuclidemassa's en massaoverschotten vaak – via de massa-energierelatie – in MeV (eigenlijk MeV/c2) weergegeven. Om het massaoverschot te berekenen zal men het massagetal effectief moeten vermenigvuldigen met 931 MeV.

## Geschiedenis
De referentiewaarde voor relatieve atoommassa's was logischerwijze ooit de lichtste massa, nl. deze van waterstof. Nadien zijn fysici overstapt naar een 16-de deel van de nuclidemassa van zuurstof -16. Chemici gebruikten echter een isotopenmengsel als referentie, in plaats van een zuiver isotoop. In de jaren '60 van de 20ste eeuw zijn IUPAC en IUPAP overeengekomen om een gezamenlijke definitie op te stellen, wat geleid heeft tot de geünificeerde atomaire massaconstante. 
Tot voor 2019 was ook de constante van Avogadro, en dus ook de eenheid mol, gedefinieerd aan de hand van de massa van de koolstof-12-nuclide. Er gold daarom onderstaand verband met de atomaire massa-constante, welk nu slechts bij benadering klopt.
{\displaystyle m_{\mathrm {u} }={\frac {1\ {\text{g mol}}^{-1}}{N_{\mathrm {A} }}}}